# Андлер, Шарль
Шарль Филипп Теодор Андлер (фр. Charles Andler; 11 марта 1866, Страсбург — 1 апреля 1933, Мальзерб, Центр — Долина Луары) — французский германист, историк, философ, педагог, профессор Сорбонны.

## Биография

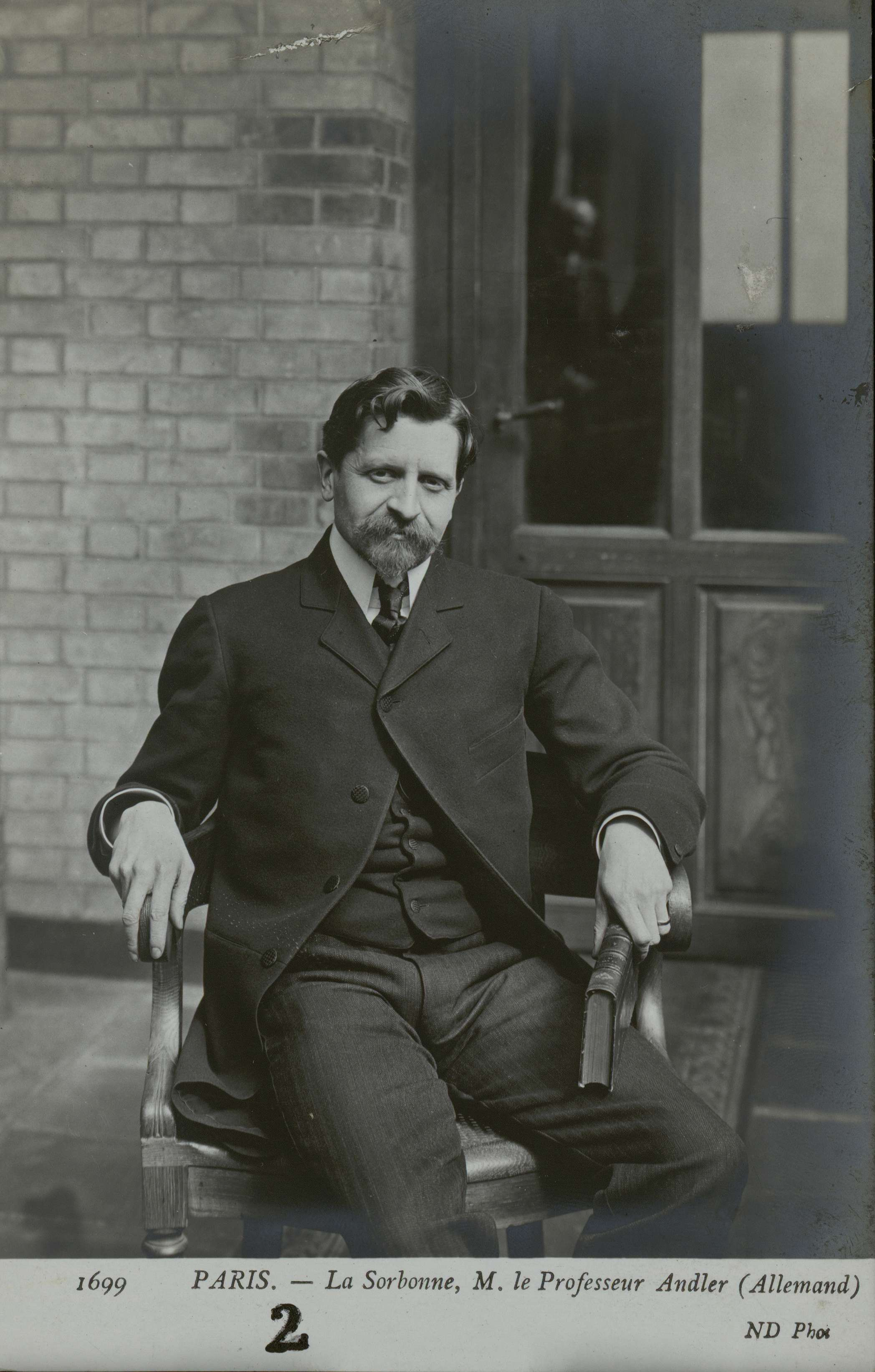
Шарль Андлер

Родился в богатой протестантской семье. Его отец был профессором и фармацевтом, основателем фабрики химических продуктов. Окончил лицей в Страсбурге, затем отправился в Коллеж де Гре в Верхней Соне. С 1884 по 1887 год изучал философию в Лицее Кондорсе под руководством Эмиля Бутру и Леона Олле-Лапрюна.
Позднее длительное время в жил Берлине, где брал уроки у Генриха фон Трейчке. Вступил в Революционную социалистическую рабочую партию Жана Аллемана («аллеманисты»). Вернулся во Францию в 1891 году. Занялся написанием диссертации о социализме в Германии, а летом того же года, во время исследовательской работы в Лондоне, познакомился с Фридрихом Энгельсом, после просьбы об интервью в письме, где называет Энгельса «чтимым мастером».
С 1891 по 1893 год был учителем немецкого языка в лицее в Нанси. С 1893 года занимал должность преподавателя в Высшей нормальной школе, в 1901 году стал преподавателем немецкого языка в Сорбонне, а в 1926 году — в Коллеж де Франс.
Известен как автор «Введения и комментария» к Коммунистическому Манифесту (Петроград, ГИЗ, 1920).

## Избранные труды
- La philosophie de la nature dans Kant (1891)
- Les origines du socialisme d’Etat en Allemagne (1897)
- Collection de Documents sur le Pangermanisme , 4 тома, 1915—1917 — Сборник документов о пангерманизме
- Nietzsche, sa vie et sa pensée, 6 vols, 1920 — Ницше, его жизнь и мыcли.
- Vie de Lucien Herr (1864—1926), 1932

Определённый публицистический характер носят его произведения, направленные против германской социал-демократии (Le socialisme impérialiste dans l’Allemagne contemporaine, 1912) и пангерманцев (Le Pangermanisme: Les Origines, 1915; Le Pangermanisme colonial, 1916, и Le Pangermanisme philosophique, 1917).
Последним трудом Андлера является 6-томная биография Ницше (1920—1925).